# 畫外畫會
畫外畫會於1966年在台灣成立，成員有蘇新田、李長俊、蔡梁飛、曾仕猷、江仁治、林瑞明、許懷賜、洪俊河、吳炫三、顧炳星、李安隆、馬凱照及王南雄。
自1966年至1971年6月間共計聯展五次，包括：「自家本來面目—第一屆畫外畫會展」於前台灣省立博物館（1967年3月29日開展）、「佛法無邊—第二屆畫外畫會展」於台北耕莘文教院（1968年8月）、「沒有個性的時代—第三屆畫外畫會展」於台北耕莘文教院（1969年10月10日開展）、「現代清明上河圖—第四屆畫外畫會展」於台北國軍文藝中心（1970年12月17日開展）等。